# Andrew Huxley
Sir Andrew Fielding Huxley OM, PRS (Hampstead, Londres, Anglaterra, 22 de novembre de 1917 - Cambridge, Cambridgeshire, Anglaterra, 30 de maig de 2012) és un metge, biofísic i professor universitari anglès guardonat amb el Premi Nobel de Medicina o Fisiologia l'any 1963.

## Biografia

Arbre familiar de la família Huxley-Arnold

Va néixer el 22 de novembre de 1917 a la ciutat de Londres fill de l'escriptor i editor Leonard Huxley i Rosalind Bruce, la seva segona esposa. Fou germà, per part de pare, de l'escriptor Aldous Huxley i del biòleg Julian Huxley. Va estudiar Medicina a la Universitat de Cambridge i des de 1960 és professor de fisiologia, ciències naturals i medicina al University College de Londres.
Membre de la Royal Society de Londres des de 1955, entre 1980 i 1985 en fou el seu president. Va ser nomenat Cavaller per part de la reina Elisabet II del Regne Unit el 12 de novembre de 1974, i l'11 de novembre de 1983 fou nomenat membre de l'Orde del Mèrit.

## Recerca científica
Al costat d'Alan Lloyd Hodgkin realitzà bona part de la seva recerca científica sobre el sistema nerviós, especialment sobre la base dels potencials d'acció dels nervis, els impulsos elèctrics que habiliten l'activitat d'un organisme de ser coordinada per un sistema nerviós central. Aquesta recerca es va dur a terme a la Universitat de Cambridge, durant la dècada del 1930 i la dècada del 1940, després de ser interromputs per la Segona Guerra Mundial. La parella va publicar la seva teoria l'any 1952, descrivint un dels primers models computacionals de bioquímica, el qual és la base de la majoria dels models usats en neurobiologia durant les quatre següents dècades.
Els descobriments de Hodgkin i Huxley els van dur a realitzar hipòtesis de l'existència d'uns canals d'ions, teoria ratificada dècades més tard. Els mesuraments experimentals en les quals van basar la seva teoria de potencials d'acció representen una de les primeres aplicacions d'una tècnica d'electrofisiologia coneguda com a "voltage clamp". El segon element important de la seva recerca va ser l'anomenat axó giogant del calamar atlàntic (Loligo pealei), el que els va permetre registrar corrents iònics que no podrien haver-los registrat de cap altra neurona en ser aquestes cèl·lules massa petites per a ser estudiades utilitzant les tècniques de l'època.
L'any 1963 fou guardonat amb el Premi Nobel de Medicina o Fisiologia, premi compartit amb el seu col·laborador Alan Lloyd Hodgkin així com John Carew Eccles, aquest últim sobretot per la seva investigació sobre la sinapsi.